# Carl-Johan Westregård
Carl-Johan Westregård (Calle Westregård, Cj Westregård lub CJ) (ur. 7 listopada 1984 w Ystad, Skania) – szwedzki reżyser krótkich filmów i teledysków.

## Filmografia

### Filmy
Źródło: Internet Movie Database

#### Jako reżyser
| Rok  | Tytuł    |
| ---- | -------- |
| 2010 | Late     |
| 2013 | Hacienda |
| 2014 | Cams     |

#### Jako producent
| Rok  | Tytuł |
| ---- | ----- |
| 2014 | Cams  |

#### Jako scenarzysta
| Rok  | Tytuł |
| ---- | ----- |
| 2014 | Cams  |

#### Jako scenograf
| Rok  | Tytuł |
| ---- | ----- |
| 2014 | Cams  |

#### Jako montażysta
| Rok  | Tytuł |
| ---- | ----- |
| 2014 | Cams  |

#### Jako producent
| Rok  | Tytuł |
| ---- | ----- |
| 2014 | Cams  |

#### Jako autor zdjęć
| Rok  | Tytuł |
| ---- | ----- |
| 2014 | Cams  |

#### Jako edytor
| Rok  | Tytuł    |
| ---- | -------- |
| 2010 | Late     |
| 2013 | Hacienda |
| 2014 | Cams     |

#### Jako operator filmowy
| Rok  | Tytuł |
| ---- | ----- |
| 2010 | Late  |
| 2014 | Cams  |

#### Efekty specjalne
| Rok  | Tytuł                            |
| ---- | -------------------------------- |
| 2010 | Dessa Lund                       |
| 2010 | Framily                          |
| 2012 | Som en Zorro                     |
| 2012 | Zespół punka                     |
| 2012 | Dead Season                      |
| 2014 | 10 000 timmar                    |
| 2014 | Angry Video Game Nerd: The Movie |
| 2014 | Cams                             |
| 2014 | Glimma                           |

#### Pozostałe role
| Rok  | Tytuł       |
| ---- | ----------- |
| 2006 | Sigillet    |
| 2009 | Surfzombies |

### Teledyski

#### Jako reżyser
| Rok  | Tytuł                                  | Artysta    |
| ---- | -------------------------------------- | ---------- |
| 2006 | „Boten Anna”                           | Basshunter |
| 2006 | „Vi sitter i Ventrilo och spelar DotA” | Basshunter |

## Nominacje
Źródło: Internet Movie Database
| Rok  | Gala rozdania                             | Nagroda               | Kategoria              |
| ---- | ----------------------------------------- | --------------------- | ---------------------- |
| 2014 | Międzynarodowy Festiwal Filmowy w Wenecji | Venice Horizons Award | Best Short Film (Cams) |